# 康科德鎮區 (密蘇里州華盛頓縣)
康科德鎮區（英語：Concord Township）是位於美國密蘇里州華盛頓縣的一個行政鎮區。

## 地方資料
康科德鎮區的面積為132.44平方千米，當中陸地面積為132.36平方千米，而水域面積為0.08平方千米。根據2020年美國人口普查的數據，當地共有人口2092人，而人口密度為每平方千米15.8人。